# Nick Bailen
Nick Bailen (* 12. Dezember 1989 in  Fredonia, New York) ist ein US-amerikanischer Eishockeyspieler mit belarussischer Staatsbürgerschaft, der seit Dezember 2024 beim österreichischen Klub Graz 99ers aus der ICE Hockey League unter Vertrag steht und dort auf der Position des Verteidigers spielt. Zuvor war Bailen unter anderem sieben Spielzeiten in der Kontinentalen Hockey-Liga (KHL) aktiv, wo er für den HK Dinamo Minsk und HK Traktor Tscheljabinsk spielte.

## Karriere
Nick Bailen begann seine Karriere an der St. Francis High School in seiner Heimatstadt, ehe er ab 2005 für Indiana Ice in der United States Hockey League spielte. Zwischen 2010 und 2013 studierte er am Rensselaer Polytechnic Institute im Hauptfach Business and Management. Parallel zu seinem Studium spielte er für die RPI Engineers, das Eishockeyteam der technischen Hochschule, in der ECAC Hockey, einer Division der National Collegiate Athletic Association (NCAA). Dabei wurde er mehrfach in das All-Star-Team der ECAC gewählt.

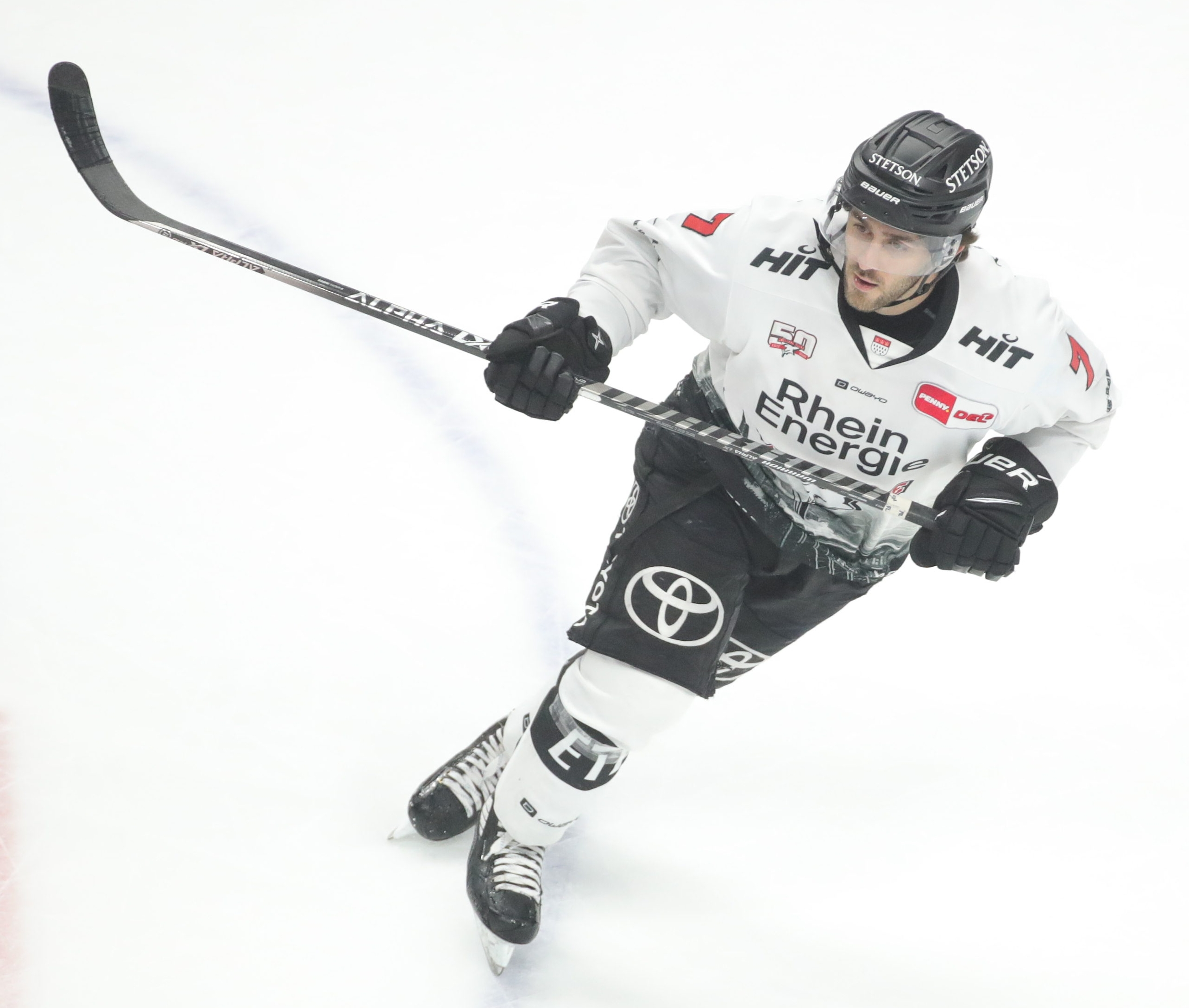
Bailen im Trikot der Kölner Haie (2023)

Im März 2013 erhielt er einen Probevertrag bei den Rochester Americans aus der American Hockey League (AHL) und absolvierte zwölf AHL-Partien für das Franchise, in denen er drei Scorerpunkte sammelte. Anschließend entschied er sich für einen Wechsel nach Europa und wurde Ende Mai 2013 von Tappara Tampere aus der finnischen Liiga verpflichtet. Mit Tappara erreichte er das Playoff-Finale der Liiga um die finnische Meisterschaft, in dem sein Team an Kärpät Oulu scheiterte. Mit 12 Scorerpunkten gehörte er zu den besten Scorern der Playoffs, war damit zudem punktbester Verteidiger der Playoffs und wurde folgerichtig in das All-Star-Team der Liiga gewählt.
Nach der Saison 2013/14 wurde er aufgrund der in der Liiga gezeigten Leistungen von mehreren Klubs der Kontinentalen Hockey-Liga (KHL) umworben und entschied sich nach Rücksprache mit Andy Chiodo und Cory Murphy für den HK Dinamo Minsk. Im Oktober 2014 verlängerte er seinen Vertrag mit Dinamo um zwei weitere Jahre und stand damit bis 2017 bei dem KHL-Klub unter Vertrag. Am 1. Dezember 2014 erhielt Bailen die belarussische Staatsbürgerschaft verliehen. Nach den Regularien des Internationalen Eishockeyverbands IIHF ist Bailen damit ab 2016 für die belarussische Nationalmannschaft spielberechtigt.
Im Dezember 2016 verließ er Belarus und den HK Dinamo Minsk und wurde von Växjö Lakers aus der Svenska Hockeyligan (SHL) verpflichtet. Bereits im Jahr 2017 kehrte er jedoch in die KHL zurück, wo er bis zum Sommer 2022 für den HK Traktor Tscheljabinsk spielte. Im Jahr 2020 wurde er erneut für das All-Star-Game der KHL nominiert. Zur Saison 2022/23 schloss sich Bailen den Kölner Haien aus der Deutschen Eishockey Liga (DEL) an. Im Dezember 2022 verlängerte Bailen seinen Vertrag langfristig. Am Ende der Hauptrunde, die er mit 45 Scorerpunkten als punktbester Verteidiger der Liga abschloss, wurde er als DEL-Verteidiger des Jahres ausgezeichnet. Danach wurde Bailen in den folgenden eineinhalb Jahren jedoch von zahlreichen Verletzungen zurückgeworfen, sodass der bestehende Vertrag Ende Dezember 2024 aufgelöst wurde. Er wechselte daraufhin umgehend zum österreichischen Klub Graz 99ers in die ICE Hockey League.

### International
Im Jahr 2013 nahm Bailen im November mit der Nationalmannschaft der Vereinigten Staaten am Deutschland Cup teil, den er mit der Mannschaft gewann. In den drei Partien des Miniturniers bereitete der Verteidiger einen Treffer vor.
Nach seiner Einbürgerung spielte Bailen bei der Qualifikation für die Olympischen Winterspiele 2018 im südkoreanischen Pyeongchang erstmals für die belarussische Nationalmannschaft. Bei der Weltmeisterschaft 2019 gelang ihm mit dem Team der Aufstieg aus der Division IA in die Top-Division, der aufgrund der weltweiten COVID-19-Pandemie jedoch erst bei der Weltmeisterschaft 2021 wirksam wurde. Dort wurden die Belarussen mit Bailen zwar Gruppenletzter, verblieben aber trotzdem in der Top-Division, da wegen des Ausfalls der unteren Divisionen der Auf- und Abstieg ausgesetzt wurde. Einige Monate später stand der gebürtige US-Amerikaner im Kader für die Qualifikation für die Winterspiele 2022 in Peking, die die Belarussen jedoch verpassten.

## Erfolge und Auszeichnungen
| - 2011 ECAC First All-Star Team - 2013 ECAC First All-Star Team - 2014 Finnischer Vizemeister mit Tappara Tampere - 2014 Liiga All-Star Team | - 2015 Teilnahme am KHL All-Star Game - 2020 Teilnahme am KHL All-Star-Game - 2022 Bester Verteidiger der KHL - 2023 DEL-Verteidiger der Jahres |

### International
- 2019 Aufstieg in die Top-Division bei der Weltmeisterschaft der Division I, Gruppe A

## Karrierestatistik
Stand: Ende der Saison 2024/25

### International
Vertrat Belarus bei:
- Qualifikationsturnier für die Olympischen Winterspiele 2018
- Weltmeisterschaft der Division IA 2019
- Weltmeisterschaft 2021
- Qualifikationsturnier für die Olympischen Winterspiele 2022

(Legende zur Spielerstatistik: Sp oder GP = absolvierte Spiele; T oder G = erzielte Tore; V oder A = erzielte Assists; Pkt oder Pts = erzielte Scorerpunkte; SM oder PIM = erhaltene Strafminuten; +/− = Plus/Minus-Bilanz; PP = erzielte Überzahltore; SH = erzielte Unterzahltore; GW = erzielte Siegtore; 1 Play-downs/Relegation; Kursiv: Statistik nicht vollständig)